# العلاقات الغيانية اللاتفية
العلاقات الغيانية اللاتفية هي العلاقات الثنائية التي تجمع بين غيانا ولاتفيا.

## مقارنة بين البلدين
هذه مقارنة عامة ومرجعية للدولتين:
| وجه المقارنة                                              | غيانا        | لاتفيا                                             |
| --------------------------------------------------------- | ------------ | -------------------------------------------------- |
| المساحة (كم2)                                             | 214.97 ألف   | 64.59 ألف                                          |
| عدد السكان (نسمة)                                         | 777.86 ألف   | 1.93 مليون                                         |
| الكثافة السكانية (ن./كم²)                                 | 3.62         | 29.88                                              |
| العاصمة                                                   | جورج تاون    | ريغا                                               |
| اللغة الرسمية                                             | لغة إنجليزية | اللغة اللاتفية                                     |
| العملة                                                    | دولار غياني  | يورو، لاتس لاتفي، الروبل اللاتفي ‏، الروبل اللاتفي ‏ |
| الناتج المحلي الإجمالي (بليون دولار)                      | 3.68 مليار   | 30.26 مليار                                        |
| الناتج المحلي الإجمالي (تعادل القوة الشرائية) بليون دولار | 5.77 مليار   | 49.24 مليار                                        |
| الناتج المحلي الإجمالي الاسمي للفرد دولار أمريكي          | 4.13 ألف     | 14.06 ألف                                          |
| الناتج المحلي الإجمالي للفرد دولار أمريكي                 |              | 23.55 ألف                                          |
| مؤشر التنمية البشرية                                      |              | 0.819                                              |
| رمز المكالمات الدولي                                      | +592         | +371                                               |
| رمز الإنترنت                                              | .gy          | .lv                                                |
| المنطقة الزمنية                                           | 00           | ت ع م+02:00، ت ع م+03:00، أوروبا/ريغا ‏             |

## منظمات دولية مشتركة
يشترك البلدان في عضوية مجموعة من المنظمات الدولية، منها:
| علم المنظمة | اسم المنظمة                               | تاريخ انضمام غيانا | تاريخ انضمام لاتفيا |
| ----------- | ----------------------------------------- | ------------------ | ------------------- |
|             | مؤسسة التنمية الدولية                     | 4 يناير 1967       | 11 أغسطس 1992       |
|             | يونسكو                                    | 21 مارس 1967       | 9 يوليو 1951        |
|             | وكالة ضمان الاستثمار متعدد الأطراف        | 18 يناير 1989      | 21 أغسطس 1998       |
|             | الأمم المتحدة                             | 20 سبتمبر 1966     | 17 سبتمبر 1991      |
|             | الاتحاد البريدي العالمي                   | ?                  | ?                   |
|             | البنك الدولي للإنشاء والتعمير             | 26 سبتمبر 1966     | 11 أغسطس 1992       |
|             | الاتحاد الدولي للاتصالات                  | 8 مارس 1967        | 11 ديسمبر 1921      |
|             | منظمة حظر الأسلحة الكيميائية              | ?                  | ?                   |
|             | مؤسسة التمويل الدولية                     | 4 يناير 1967       | 29 سبتمبر 1993      |
|             | المركز الدولي لتسوية المنازعات الاستشارية | 10 أغسطس 1969      | 7 سبتمبر 1997       |
|             | منظمة التجارة العالمية                    | ?                  | 1999                |
|             | منظمة الشرطة الجنائية الدولية             | ?                  | ?                   |

## وصلات خارجية
- موقع وزارة الخارجية الغيانية
- موقع وزارة الخارجية اللاتفية